# Lobocleta carna
Lobocleta carna är en fjärilsart som beskrevs av Druce 1892. Lobocleta carna ingår i släktet Lobocleta och familjen mätare. Inga underarter finns listade i Catalogue of Life.